# Disparador remoto
Un disparador remoto es un pequeño dispositivo cuyo funcionamiento principal es disparar una cámara fotográfica de forma remota. Es ideal para fotografía de larga exposición y para autorretratos. Además, también se utiliza en la realización de otras técnicas como el HDR o el bracketing.

La mayoría de las cámaras réflex y de las evil aceptan disparadores remotos. Sin embargo, no todas las cámaras compactas son compatibles. Las cámaras que son compatibles con disparadores remotos suelen tener:
- Un conector en su cuerpo, para conectar un disparador de cable
- Un puerto de infrarrojos en su cuerpo, para usar disparadores remotos inalámbricos.

## Funcionalidad
La funcionalidad básica de un disparador remoto es la de poder disparar la cámara sin tocar el botón de disparo. Esto permite:
1. Evitar las vibraciones que se producen en la cámara al pulsar el botón de disparo, obteniendo así fotografías más nítidas y evitando que puedan salir movidas o trepidadas.
2. Poder disparar la cámara a distancia.

El disparador remoto cuenta con un pulsador que, al igual que el de la cámara, pulsado hasta la mitad enfoca, y pulsado hasta el fondo dispara. Además, si se usa el modo Bule (para las cámaras que disponen de esta modalidad) es posible abrir el obturador pulsando el botón una vez y volverlo a cerrar pulsándolo de nuevo.
Otros disparadores, en cambio, disponen de la opción Hold, desde la que es posible bloquear el botón de disparo deslizando el dedo hacia arriba, para no tener que estar constantemente apretando el botón del disparador durante toda la toma de larga exposición.

## Aplicaciones
En la mayoría de fotografías no es necesario el uso de un disparador remoto, sin embargo, en ciertas situaciones su uso será indispensable para realizar una fotografía correcta.
Algunas de las aplicaciones concretas que tienen los disparadores remotos son:
- Fotografía de larga exposición: En fotografías de larga exposición, sólo con el hecho de pulsar el botón de disparo es probable que la fotografía salga trepidada, por las vibraciones que se causan al pulsar el botón. Si bien es cierto que es posible programar el temporizador de la cámara para que tenga un retardo de algunos segundos al pulsar el botón de disparo, usar un disparador remoto es mucho más cómodo y rápido y nos permite hacer no solo fotografías premeditadas para las que se puede prever el uso del temporizador, sino también fotografías que surgen al instante. Además esta opción sólo es válida cuando se dispara unos segundos concretos. En cambio, si se dispara en modo bulb se debe mantener todo el rato pulsado el botón de disparo de la cámara.
- Fotografía nocturna: Pese a que la fotografía nocturna podía estar incluida perfectamente dentro del punto anterior, cabe matizar también que un disparador remoto inalámbrico será indispensable para la técnica del lightpainting, ya que para realizar efectos con luz e iluminar ciertas zonas de la fotografía el fotógrafo debe alejarse de la cámara. Por otra parte, un intervalómetro también es muy útil si se pretende usar el modo bulb o realizar una fotografía circumpolar.[3]
- Bracketing: El bracketing u horquillado es una técnica que consiste en realizar la misma fotografía con exposiciones diferentes para después combinar las diferentes tomas o obtener una mejor exposición global. Para ello es necesario el uso de un trípode y de un disparador remoto, ya que el hecho de pulsar el botón de disparo puede hacer que el encuadre varíe ligeramente, arruinando el resultado final del montaje.
- Fotografía HDR: La fotografía HDR se basa en la misma técnica que se usa para realizar un bracketing y, por tanto, también requiere que el encuadre no se mueva ni un milímetro, para después montar todas las fotografías con diferentes exposiciones.
- Fotografías de grupo con el fotógrafo incluido y autorretratos.
- Macrofotografía: Una de las mayores dificultades de la macrofotografía es enfocar, ya que la profundidad de campo suele ser escasa. Es por eso que una pequeña vibración al pulsar el botón de disparo de la cámara podría hacer que el motivo principal salga desenfocado.
- Fotografía de naturaleza: En este tipo de fotografía, muchas veces es necesaria una tranquilidad total para no ahuyentar a la fauna. Sin embargo, que el fotógrafo se encuentre pegado a la cámara va a romper esa tranquilidad y es probable que su presencia altere el entorno. Gracias a un disparador remoto es posible hacer fotos a cierta distancia, para poder captar la fauna en todo su esplendor.

## Tipos
Existen 3 tipos de disparador remoto:

### Disparador con cable
Consta simplemente de un botón que funciona igual que el botón de disparo de la cámara. El disparador con cable ofrece diversas ventajas:
- La mayor ventaja del disparador con cable es su precisión. Así como el disparador inalámbrico puede fallar si no se encara bien el mando hacia el sensor infrarrojo, el disparador por cable no va a fallar jamás (a no ser que esté defectuoso o no esté bien conectado).
- Posibilita la opción Hold, para poder bloquear el botón de disparo al disparar en modo Bulb.
- La mayoría de modelos con cable disponen de la opción de enfocar al pulsar el botón de disparo a la mitad.

- Finalmente, entre los disparadores con cable contamos con los intervalómetros, un disparador remoto con funciones avanzadas. Más concretamente, permite programarlo para que dispare una serie de fotografías de forma automática en un intervalo de tiempo determinado. Es extremadamente útil para programar la cámara para realizar fotografías circumpolares o time lapses. Además, también son óptimos cuando se dispara en modo Bulb, para ver en la pantalla cuántos segundos (o minutos) lleva abierto el obturador.

Sin embargo los disparadores con cable también tienen inconvenientes. El más destacable es sin duda la poca movilidad que ofrece. Pese a que hay modelos con cables más largos, lo cierto es que un disparador con cable normalmente no sirve para realizar autorretratos, fotografías en grupo o lightpainting a distancia, como permite un disparador inalámbrico.

### Disparador inalámbrico
Es igual que el disparador con cable pero funciona (típicamente) a través de rayos infrarrojos. La mayor ventaja del disparador inalámbrico es que hace posible distancias más largas entre el fotógrafo y la cámara. Esto es ideal para autorretratos, fotografías de grupo donde también quiera aparecer el fotógrafo o para hacer lightpainting en fotografía nocturna. Sin embargo, nos encontramos con diversos inconvenientes :
- El mayor inconveniente del disparador inalámbrico es que necesita una visión directa con el sensor de infrarrojos de la cámara, por lo que quita libertad a la hora de ubicarse y en más de una ocasión puede fallar al pulsar el botón.
- Por otra parte, si se están disparando diversas cámaras a la vez, un disparador inalámbrico puede hacer que no solo la cámara deseada se dispare, sino que lo hagan también otras. Esto podría ser una ventaja si se quieren disparar todas a la vez, pero en una sesión conjunta es un gran problema.
- Finalmente, la mayoría de modelos de disparador inalámbrico no disponen de la opción de pulsar el botón hasta la mitad para enfocar.

### Disparador con cable con intervalómetro
Además de contar con el botón de disparo, tiene una pequeña pantalla donde poder programar la cámara para que vaya disparando automáticamente en intervalos. Esto incrementa su precio, pero puede ser muy útil para hacer fotografías circumpolares o para time lapses.